# Röd pysslinglav
Röd pysslinglav (Thelopsis rubella) är en lavart som beskrevs av Nyl. Röd pysslinglav ingår i släktet Thelopsis och familjen Stictidaceae.  Arten är reproducerande i Sverige. Inga underarter finns listade i Catalogue of Life.